# Lécane

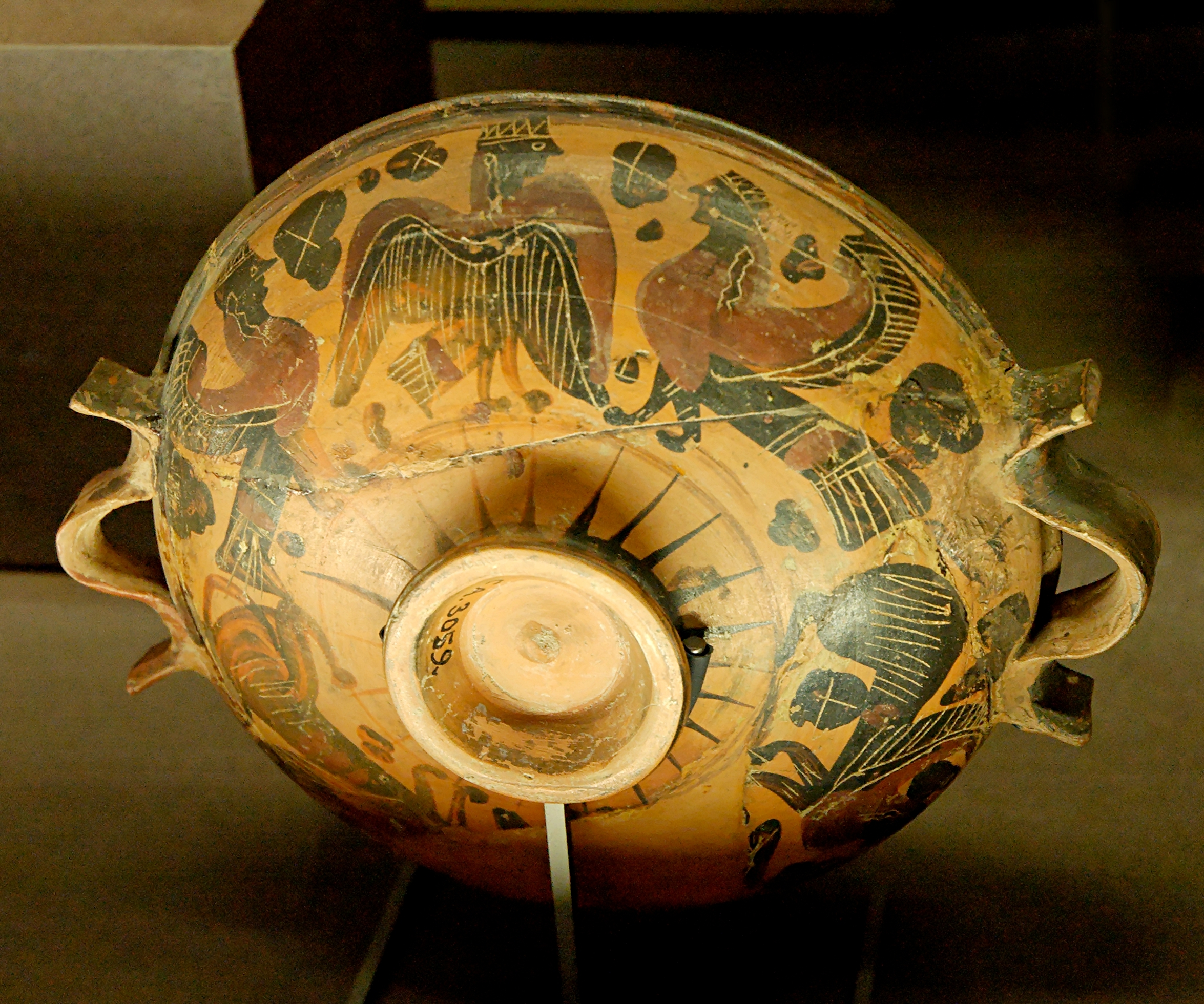
Lécane ático decorado con figuras negras de sirenas y atribuido al pintor de Polos, hacia 600/575 a. C. Museo del Louvre

Lécane (del griego antiguo λεκάνη), lekáne o lekané denominan un tipo de plato de la antigua cerámica griega, con asas anchas, horizontales y enfrentadas, y provisto de una tapadera rematada por un anillo grueso que sirve de agarre. Guillermo Fatás Cabeza y Gonzalo Borras lo definen como «variante de la píxide griega», y morfológicamente se la compara con las ‘cubetas’. Su uso, indistintamente en los manuales de léxico y arqueología, se sitúa en la cocina, como cuenco o plato para cocinar (Antonio Caro Bellido lo relaciona con una sopera), o bien, al igual que la píxide y la «lecánide», como joyero.
A menudo aparecen mezclados los términos griegos lekáne, lekanis, lekánide (y sus formas variantes) para describir diversos tipos de recipientes –platos, tazones o cuencos– empleados para diferentes propósitos por los griegos. Aunque algunos catálogos museísticos y repertorios léxicos presentan la lécane (lekanis) como pieza temprana en la cerámica del Ática y el período geométrico, es más característica a partir de la segunda mitad del siglo VI a. C. entre los ajuares de la cerámica de figuras rojas y la cerámica de figuras negras de finales del siglo quinto. Con frecuencia aparecían en jarrones del periodo de figuras rojas «como regalos de bodas en escenas de cortejos nupciales». Fotios Malleros anotaba que «los antiguos llamaban lekane a un podanipter (baño de pies), diferenciándolo así de los lekanion y lekanis con asas, usados en la cocina o el tocador», y citaba la costumbre de que «el día después de la boda, los padres enviasen regalos a las novias: joyas en cajas y juguetes de niñas en lekanides».